# Initium
Initium es el álbum debut de la agrupación estadounidense Samhain, publicado en 1984 por Plan 9 Records. El álbum fue grabado en el estudio Reel Platinum en Lodi, Nueva Jersey, excepto la introducción, la cual fue grabada en la casa del músico Eerie Von en un casete de cuatro pistas.

## Lista de canciones
1. "Initium" / "Samhain" *
2. "Black Dream"
3. "All Murder All Guts All Fun"
4. "Macabre"
5. "He-Who-Can-Not-Be-Named"
6. "Horror Biz"
7. "The Shift"
8. "The Howl"
9. "Archangel"
10. "Unholy Passion"
11. "All Hell"
12. "Moribund"
13. "The Hungry End"
14. "Misery Tomb"
15. "I Am Misery"

## Personal
- Glenn Danzig- Voz, guitarra, teclados, batería en "Archangel"
- Eerie Von - Bajo
- Steve Zing - Batería en todas las canciones excepto "Archangel"
- Lyle Preslar - Guitarra en las canciones 2, 4, 6 & 7
- Mike Gutilla - Teclados en las canciones 6 & 7
- Al Pike - Bajo en "Archangel"